# Эгбо, Куин
Куин Камсийочукву Эгбо (англ. Queen Kamsiyochukwu Egbo; род. 29 июня 2000 года, Хьюстон, штат Техас, США) — американская профессиональная баскетболистка нигерийского происхождения, выступает в женской национальной баскетбольной ассоциации за клуб «Лос-Анджелес Спаркс» (была выбрана клубом «Индиана Фивер» на драфте ВНБА 2022 года в первом раунде под общим десятым номером). Играет на позиции центровой.

## Ранние годы
Куин родилась 29 июня 2000 года в городе Хьюстон (штат Техас) в семье Амазило и Амаечи Эгбо, училась в соседнем городе Ричмонд в средней школе Трэвис, в которой выступала за местную баскетбольную команду.